# Çò des de Monda
Çò des de Monda era una casa amb elements renaixentistes d'Escunhau al municipi de Vielha e Mijaran (Vall d'Aran) inclosa a l'Inventari del Patrimoni Arquitectònic de Catalunya.

## Descripció
Era una casa d'estructura rectangular, de dues plantes definides per les obertures i "l'humarau" amb "lucanes". La coberta a dues aigües, d'estructura en fusta i teulada de pissarra, tenia la "capièra" paral·lela a la façana, i ambdues eren orientades a migdia. La façana observava una disposició simètrica dels elements, amb la porta d'accés en el centre. Aquesta era elevada, amb les bases dels muntants recolzant en sengles daus de marbre (aprofitats), i una llinda llisa encastada. El bloc de marbre de l'esquerra presentava les vores esbiaixades, i contenia la següent inscripció: I COC I NAR (amb una esquerda en diagonal, i escapçat) L'altre bloc mostrava el mateix tipus de decoració.